# Saad Attiya Hafidh
Saad Attiya Hafidh (en árabe: سعد عطية‎; nacido en Irak, 26 de febrero de 1987) es un exfutbolista internacional iraquí. Jugaba de defensa.

## Biografía
Saad Attiya empezó su carrera profesional en 2002 en el Al-Zawraa. Con este equipo conquista el título de Liga en 2006.
Ese mismo ficha por el Al Ansar Beirut de Líbano. Allí gana una Liga y una Copa del Líbano.
Tras unos meses jugando de nuevo para el Al-Zawraa Saad Attiya emigra a Sudán, donde se une al Al Merreikh Omdurmán. Con este equipo gana una Liga y una Copa de Sudán.
En 2008 regresa a su país natal, donde firma un contrato con su actual club, el Arbil FC.

## Selección nacional
Ha sido internacional con la Selección de fútbol de Irak en 14 ocasiones. Su debut con la camiseta nacional se produjo el 8 de septiembre de 2004 en el partido China Taipéi 1-4 Irak, en el que consiguió marcar un gol. Saad Attiya se convirtió en el jugador más joven en marcar con la selección absoluta (17 años y 195 días).
Formó parte del equipo olímpico que llegó a las semifinales en el Torneo masculino de fútbol en los Juegos Olímpicos de Atenas 2004, siendo el jugador más joven del equipo. Saad Attiya disputó tres partidos en esa competición.

### Goles internacionales
| # | Fecha      | Lugar                     | Rival        | Gol | Resultado | Competición                |
| - | ---------- | ------------------------- | ------------ | --- | --------- | -------------------------- |
| 1 | 08-09-2004 | Estadio Chungshan, Taiwán | China Taipéi | 0-3 | 1-4       | Clasificación Mundial 2006 |

## Clubes
| Club                 | País   | Año       |
| -------------------- | ------ | --------- |
| Al-Zawraa Sport Club | Irak   | 2002-2006 |
| Al Ansar Beirut      | Líbano | 2006-2007 |
| Al-Zawraa Sport Club | Irak   | 2007-2008 |
| Al Merreikh Omdurmán | Sudán  | 2008-2009 |
| Arbil FC             | Irak   | 2009      |
| Al-Shorta SC         | Irak   | 2009-2010 |
| Arbil FC             | Irak   | 2010-2012 |
| Al-Naft              | Irak   | 2012-2013 |
| Al-Quwa Al-Jawiya    | Irak   | 2013-2014 |
| Al-Minaa             | Irak   | 2015-2016 |
| Zakho FC             | Irak   | 2016-2017 |
| Al-Talaba Sport Club | Irak   | 2017-2018 |

## Títulos
- 1 Ligas de Irak (Al-Zawraa, 2006)
- 1 Liga de Líbano (Al Ansar Beirut, 2007)
- 1 Copa del Líbano (Al Ansar Beirut, 2007)
- 1 Liga de Sudán (Al Merreikh Omdurmán, (2008)
- 1 Copa de Sudán (Al Merreikh Omdurmán, 2008)